# NVIDIA AI-on-5G 计算平台
NVIDIA AI-on-5G计算平台是NVIDIA发布的一个计算平台。

## 简介
NVIDIA AI-on-5G计算平台把5G和AI相结合，将NVIDIA Aerial软件开发套件与NVIDIA BlueField-2 A100组合。

## 生态
AI-on-5G 生态系统的包括NVIDIA Aerial SDK 、NVIDIA Metropolis、NVIDIA Isaac 、NVIDIA Clara等。

## 发展
2021年4月，英伟达将跟谷歌云、富士通、Mavenir等合作，共同开发基于英伟达AI-on-5G平台的解决方案。
2021年下半年，英伟达将跟谷歌云合作建立AI-on-5G创新实验室（Innovation Lab）